# Abissínia

Mapa marítimo, segundo a descrição do Périplo do Mar Eritreu.

A Abissínia (ou Al-Habash) é uma região do Chifre da África, localizada no atual norte da Etiópia, leste do Sudão e sul da Eritréia.
Foi habitada pelos Habash ou Abissínios, que são os ancestrais dos atuais Habashas (Amharas e Tigrés). Os Abissínios são mencionados pela primeira vez no 1º século no Périplo do Mar Eritreu (direções náuticas gregas) como realizando um extenso comércio com o Egito. O documento também menciona uma forte relação com a "Terra do Incenso", a região de Mehri no Iémen, que ficará marcada pelo mito partilhado da Rainha de Sabá.
Ainda segundo o Périplo do Mar Eritreu, os abissínios e os baribah (ancestrais dos atuais somalis) tinham, através de suas cidades portuárias como Opone, trocas comerciais ligando o Império Bizantino à Índia Ocidental e à África Oriental pelo Egito e pela Arábia pré-islâmica. Em 530, a Abissínia assinou um tratado comercial com um embaixador do Império Romano do Oriente, representando o imperador Justiniano I. A Abissínia foi posteriormente assimilada pelo Império Etíope, cujos habitantes se autodenominavam Habashas.

## História de 1786 a 1974

### A Era dos Príncipes 1786-1855
"A Era dos Príncipes", também chamada de Zemene Mesafent em amárico, foi um período de desordem durante o qual vários príncipes se sucederam em rápida sucessão: entre 1755 e 1855, houve vinte e oito reinados, e alguns príncipes governaram diversas vezes. Esses príncipes eram governantes Wara Sheh, que governaram o reino por sete décadas (1786-1853). Durante estas décadas, o rei da dinastia salomónica nada mais era do que um fantoche nas mãos dos potentados Wara Sheh que governavam em seu nome. No entanto, estes nunca foram legítimos aos olhos da nobreza local que constantemente entrava em competição com eles. Finalmente, este período foi marcado por uma guerra civil que durou intermitentemente de uma província para outra, durante quase três quartos de século.

### Teodoro II

#### Reinado (1855-1868)

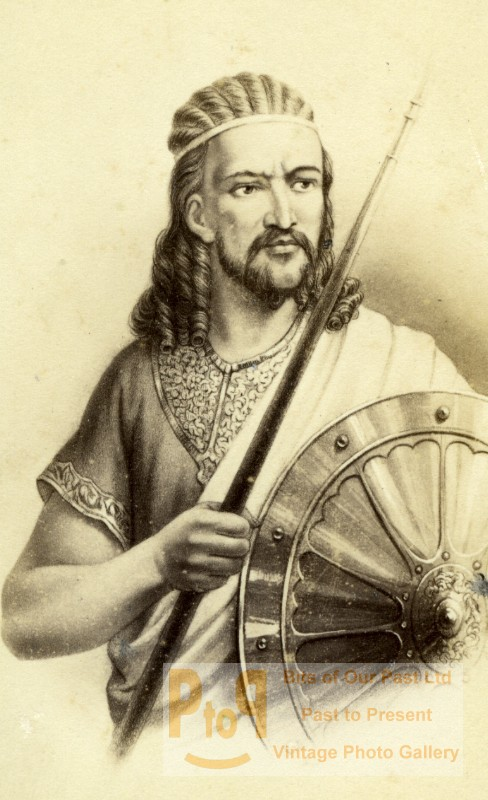
Imperador Teodoro II.

O ano de 1855 é frequentemente escolhido para marcar o fim da Era dos Príncipes graças à coroação de Kassa Haylou que posteriormente assumiria o nome imperial de Teodoro II. Desde a sua coroação, o Imperador Teodoro II comprometeu-se com a restauração do Império Etíope e regressou aos princípios fundadores. Teodoro II pretendia unir os vários principados da Era dos Príncipes sob sua autoridade final. Para conseguir isso, ele tentou estabelecer uma administração centralizada e um exército central. Durante o seu reinado, Teodoro II conseguiu assegurar as províncias centrais, subjugar as regiões de Galla, Tigré e, tão difícil como provisoriamente, a de Xoa. Ele passou a maior parte de seu reinado em campanhas militares. Teodoro II foi um fervoroso arquitecto da reunificação e modernização do país, encomendou no estrangeiro armas e especialistas para implementar as suas reformas. O imperador também era conhecido pelas suas iniciativas diplomáticas e foi o primeiro rei em dois séculos a querer estabelecer relações fortes com as potências europeias, e especialmente com a Grã-Bretanha.

#### Política externa

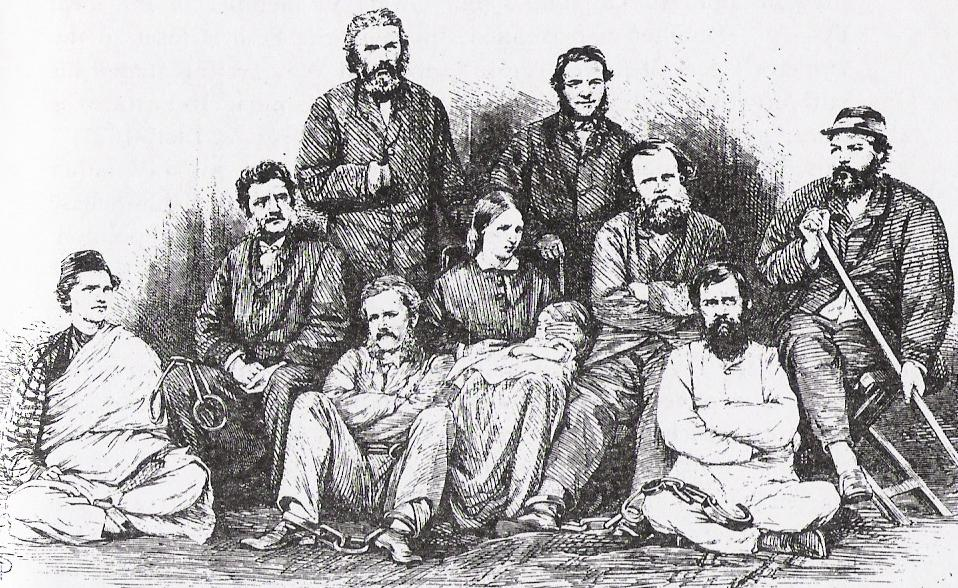
Prisioneiros europeus de Teodoro II.

Desde o início do seu reinado, Teodoro II encontrou problemas nas fronteiras. O Egipto, que tinha reivindicações territoriais sobre a Abissínia, continuou os seus ataques fronteiriços no território. Perante esta situação, o Imperador apelou à Grã-Bretanha, acreditando que o Cristianismo, que eles tinham em comum, o encorajaria a ajudá-lo na sua causa contra o Egipto muçulmano. A resposta britânica foi negativa. Como Teodoro II não tinha muitas alternativas para expressar aos britânicos o seu descontentamento, recorreu a canais não-diplomáticos, prendendo os europeus presentes na sua corte, incluindo os especialistas que trouxera para a modernização do país, à espera de uma resposta. Os britânicos enviaram um exército para resgatar os reféns e punir o imperador em 1867.

#### Política interna e intervenções britânicas
Entretanto, a situação interna de Teodoro II não melhorava. As administrações do seu império e do seu exército foram exercidas de forma fragmentada sob o controle dos senhores regionais e Teodoro II não conseguiu completar as suas reformas. Entre estes senhores, três conseguiram ganhar o poder: Gobaze de Lasta, Kassa Merch do Tigré e Menelique de Xoa. A oportunidade de se tornar o mais poderoso dos três apresentou-se a Kassa graças aos britânicos que, ao chegarem a Massaua, lhe pediram para colaborar. O objetivo era abrir uma rota de passagem e abastecimento para eles em troca de armas de fogo. Kassa aceitou a oferta e assim, os britânicos não encontraram resistência ao irem para Magdala, o esconderijo de Teodoro II. A batalha final foi a de Arogué em 10 de abril de 1868 e desferiu um golpe fatal na situação política de Teodoro II. Percebendo seu fracasso, o Imperador acabou com sua vida três dias depois. Os britânicos libertaram os reféns, entregaram as armas a Kassa e regressaram à Grã-Bretanha. Embora no final do reinado de Teodoro a Abissínia estivesse mais dividida do que nunca, o Imperador conseguiu iniciar o processo de reunificação nacional.

#### Sucessão
Após a morte de Teodoro II, houve uma competição entre os três senhores principais (Gobaze, Kassa e Menelique) pelo trono da Abissínia. Com um exército de 60.000 homens na época da Batalha de Magdala, era Gobaze quem parecia superior aos outros dois, e ele rapidamente se proclamou imperador sob o nome de Tekle Giorgis em agosto de 1868. No entanto, foi rapidamente destronado por Kassa Merch que, desde o acordo com os britânicos, se tinha tornado superior em armas.

### Yohannis IV

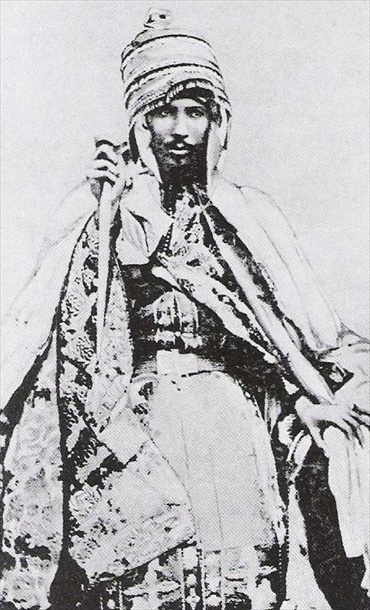
João IV.

#### Reinado (1872-1889)
Kassa Merch tornou-se mestre do Tigré e superior em armas tornou-se imperador em 1872 sob o nome de João IV. O novo imperador compartilhou o sonho de Teodoro II de criar um império abissínio forte e unificado. No entanto, João IV aprendeu com os erros de Teodoro II e tentou fortalecer o seu poder, não minando a autoridade dos senhores regionais, mas reconhecendo e usando esta autoridade como base do poder central. No entanto, este reconhecimento dos poderes regionais era arriscado. Uma das consequências desta política foi que Menelique, rei de Xoa, conseguiu estabelecer uma base de poder sólida e conquistar territórios a leste, oeste e sul de Xoa.

#### Ameaças externas
Durante o seu reinado, João IV enfrentou várias ameaças externas que colocaram em perigo a soberania e a integridade territorial da Abissínia. Após a abertura do Canal de Suez em 1869, o Mar Vermelho tornou-se uma importante rota imperial e abriu a parte oriental da Abissínia à cobiça das potências europeias. A Grã-Bretanha e a França tomaram então algumas cidades e portos em território etíope, especialmente nas regiões dos actuais Djibouti, Somália e Eritreia. O comerciante Arthur Rimbaud instalou nesta região, nomeadamente em Harar, um feitoria francesa garantindo o comércio entre Djibouti, Zeilá e Áden, que permaneceu famosa pela sua presença.
O Egito, que há muito era rival da Abissínia, também continuou ali o seu programa de invasão. Graças à cooperação de Suez com a Europa, o quediva Ismail modernizou o seu exército e era agora senhor de Massaua. Pouco depois, João IV teve que enfrentar uma ofensiva egípcia na Eritreia, nos sultanatos de Zeilá e Harar. No final da década de 1870, João IV finalmente derrotou o Egito, mas no início da década seguinte enfrentou outra ameaça: a Itália.
Na verdade, o imperador foi confrontado com as ambições coloniais da Itália. Este último queria construir um império. A partir de 1885, Massaua tornou-se a capital das possessões italianas. João IV conseguiu derrotar os italianos na Batalha de Dogali em 1887, o que retardou as intrusões italianas por um tempo.
O Sudão foi outro inimigo de longa data do Império Etíope e João IV também teve que proteger o seu território dos ataques dos Mahdistas sudaneses. Os Mahdistas invadiram e saquearam Gondar. Finalmente, foi durante os confrontos contra o Sudão que João IV foi morto em Matamma, em março de 1889.

#### Politica domestica
A política interna do Imperador João IV consistia em três partes: a submissão dos principais potentados regionais, a arbitragem das suas disputas e a unificação religiosa do império. Foi apenas em 1878 que Menelique concordou em submeter-se à autoridade de João IV e não foi sem confronto.

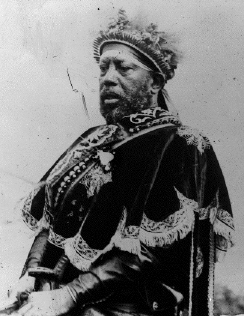
Menelique II.

### Menelique II

#### Reinado (1889-1913)
Paradoxalmente, Menelique II fortaleceu consideravelmente a sua posição durante o reinado de João IV e, após a morte deste último, tornou-se de longe o mais poderoso dos senhores regionais. Menelique II garantiu facilmente a sucessão do Império e os senhores da Etiópia central, que tinham sido leais a João IV, submeteram-se a ele sem perturbações. Na era de Menelique II, ocorreu uma grande mudança. A partir de agora, a única hipótese de sobrevivência da unidade e da independência da Abissínia já não residia na fortuna das armas, e sim na diplomacia. O novo imperador teve que cumprir uma tripla tarefa:
- Alargar o domínio da coroa para sul, sudoeste e sudeste, com a preocupação constante de integrar política e socialmente as estruturas económicas que garantiram a Xoa a sua prosperidade;
- Assegurar a defesa do novo edifício contra o perigo do colonialismo que ameaçava a Abissínia por todos os lados;
- Estruturar o império e garantir suas fronteiras.[28]

#### Política exterior

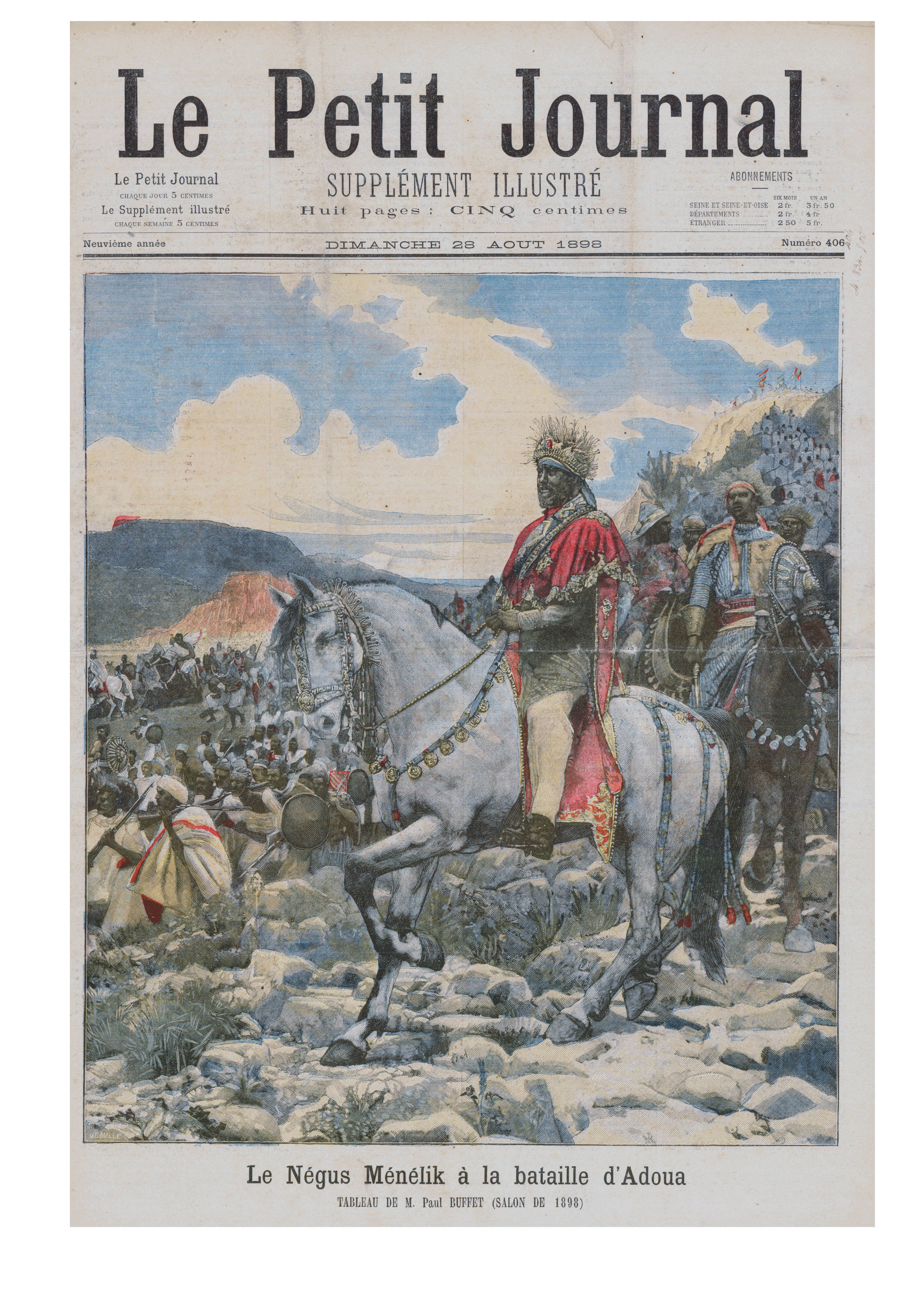
Menelique II na Batalha de Aduá.

A Etiópia atingiu a sua plenitude sob o reinado de Menelique II, que triplicou a herança dos seus antecessores. No entanto, não conseguiu impedir a Europa de criar colónias em parte dos territórios que reivindicou (Eritreia, Djibuti, Somalilândia, Somália, África Oriental e Sudão). Em troca, exigiu e obteve o reconhecimento internacional das suas fronteiras e da sua soberania. Foi a partir deste momento que a Abissínia apareceu como um território claramente definido nos mapas.
Este avanço foi em parte resultado do conflito ítalo-etíope. Em 1889, Menelique II reconheceu as reivindicações coloniais italianas sobre a Eritreia. No entanto, quando percebeu que a Itália pretendia fazer da Abissínia um protetorado, as relações entre os dois deterioraram-se. O conflito agravou-se e eclodiu em 1896 durante a Batalha de Aduá. Os italianos e outros países europeus estavam convencidos de uma vitória italiana, mas o resultado foi diferente. Menelique venceu a primeira guerra contra a Itália e tornou-se um exemplo de resistência contra a expansão colonial.

#### Politica doméstica

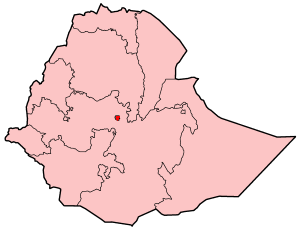
A capital Adis-Abeba.

Dentro dos novos limites do Império, Menelique II implementou o desenvolvimento de uma administração mais centralizada, concretizando em parte o sonho de Teodoro II. Para reforçar a centralização, estabeleceu um sistema no qual selecionou governadores provinciais. Ele também iniciou a criação de um exército profissional de soldados pagos. Menelique II conseguiu estabelecer as bases de um aparato burocrático que garantiu a gestão do Estado contemporâneo. A zämacha, campanha cujo objectivo militar ou civil era pacificar, continuou a ser o principal meio de governar. Baseando o seu trabalho na preeminência dos Amharas de Xoa, Menelique II instalou a sua capital Adis-Abeba no coração desta província, que se tornou definitivamente o centro estável e permanente do império.
O imperador também iniciou a modernização de seu império. Ele introduziu a primeira linha ferroviária, cuja construção começou em Djibouti em 1897 e chegou a Adis-Abeba em 1917. Ele também construiu o primeiro telégrafo e a primeira linha telefônica. Ele tentou lançar as bases da educação moderna e da primeira escola pública inaugurada em 1906.

#### Sucessão
Afectado por doença durante vários anos, Menelique II designou o seu neto Iyassou como seu sucessor em 1909, mas esta nomeação foi muito mal aceita pelos círculos da corte. Iyassu tinha apenas dezesseis anos quando começou a atuar como governante da Etiópia, mesmo quando Menelik ainda estava vivo. Menelik morreu em 1913. Muito cedo, uma coligação de senhores derrubou Iyassou num golpe de Estado e Zaouditou, filha de Menelique II, assumiu o poder. No entanto, ela não estava interessada em política e deixou a maior parte da administração do império nas mãos de Ras Tafari Makonnen até sua morte em 1930.

### Haile Selassie I

#### Politica domestica

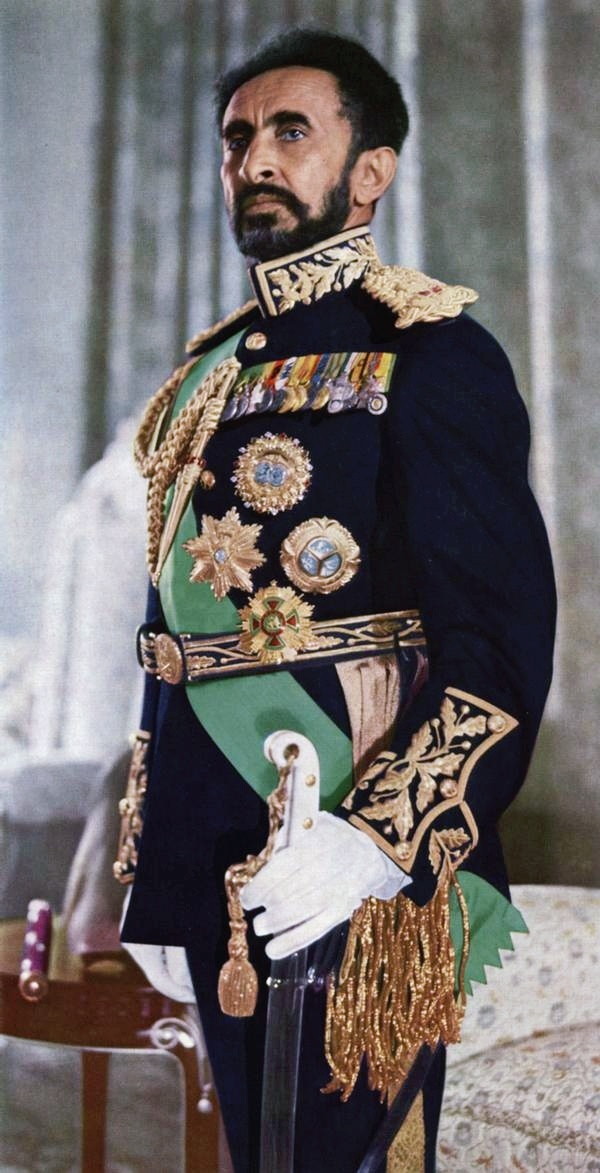
Haile Selassie I.

Quando Zaouditou morreu em 1930, Teferi assumiu o poder total do império e foi coroado como Haile Selassie I. Desde os primeiros anos do seu reinado, Haile Selassie tomou várias iniciativas que demonstraram as suas ambições de substituir a estrutura tradicional de governo descentralizado por uma monarquia muito centralizada. Além disso, em 1931, estabeleceu a primeira constituição do país que afirmava que o imperador era a única e suprema fonte de poder aos olhos da nação. Isso levantou preocupações entre membros de famílias nobres.
Haile Selassie implementou uma série de reformas destinadas a tornar a Etiópia um Estado unitário e moderno. Uma moeda nacional foi estabelecida enquanto o Banco da Abissínia, que era propriedade do Egito, tornou-se o Banco da Etiópia, libertando assim o país das flutuações internacionais. Depois, iniciou um programa de construção de estradas para ligar mais facilmente as províncias à capital. As reformas foram interrompidas pela invasão da Itália fascista em 1935.

#### Política estrangeira
Uma importante iniciativa de Haile Selassie foi a de garantir a admissão da Etiópia na Liga das Nações. No entanto, esta operação não foi suficiente para proteger o país contra a agressão italiana. Benito Mussolini queria apagar a mancha deixada pela derrota em Aduá e queria incorporar a Etiópia no seu império colonial. Desta vez, o exército da Etiópia não foi páreo para o da Itália. Isto foi ainda mais verdadeiro quando o exército italiano bombardeou o território etíope com gás mostarda e fósforo, armas proibidas pela Convenção Internacional de 1925, à qual a Itália e a Etiópia aderiram. Haile Selassie exilou-se entre 1936 e 1941 na Grã-Bretanha. Ele retornou ao seu país quando os italianos foram derrotados na África Oriental. O imperador encontrou dificuldades no seu regresso, especialmente porque a Eritreia foi colocada sob administração britânica por um período de dez anos, desde que foi tomada aos italianos em 1941. Terminado este período, a Assembleia Geral das Nações Unidas criou a federação Etio-Eritreia. Isto anexou a Eritreia novamente à Etiópia.

#### O declínio do império (1960-1974)
Durante a década de 1960, vários acontecimentos perturbaram a estabilidade do Império Etíope. Primeiro, a Eritreia entrou em conflito com a Etiópia quando a sua independência foi minada e o Movimento de Libertação da Eritreia trabalhou pela independência deste território. Depois, o regime teve que enfrentar uma revolta do povo oromo e somali, depois a do movimento estudantil. Estas revoltas minaram consideravelmente a manutenção do império. Quando o imperador foi incapaz de responder adequadamente à fome nacional e à crise internacional do petróleo que atingiu a Etiópia, eclodiram protestos em todo o país. Assim, em 1974, um comitê militar - o Derg - derrubou o imperador Haile Selassie e tomou o poder. Isto marcou o fim do Império Etíope.